# 里瓦尔多
里瓦尔多·维托尔·博尔巴·费雷拉（葡萄牙語：Rivaldo Vítor Borba Ferreira，葡萄牙語發音：[ʁiˈvawdu ˈvitoʁ ˈbɔʁbɐ feˈʁe(j)ɾɐ]，1972年4月19日—），通称里瓦尔多（Rivaldo），巴西著名的足球員，司職前腰或前鋒，1999年在其职业高峰曾获得歐洲足球先生及世界足球先生，曾奪得1998年世界盃亞軍和2002年世界盃冠軍。巴西足球傳奇巨星之一。

## 俱乐部生涯
1972年4月19日，里瓦尔多在巴西东北部港口城市累西绯的恩克鲁斯依达医院出生。13岁时，成为聖十字少年足球队的一员。在那里，里瓦尔多接受了系统训练，为日后成名打下了坚实的基础。里瓦尔多在16歲時（1989年）加盟巴西联赛球会聖十字，並於1991年转投另一支球队莫奇米林。他於1993年加盟國內強隊哥连泰斯，同年12月首次入选巴西國家隊，并在友谊赛中射入全场唯一入球，以1:0击败墨西哥。
里瓦尔多在1994年转投彭美拉斯，同年为球会贏得巴西联赛锦标。又在1996年为彭美拉斯贏得圣保罗州联赛锦标。1996年，转会到西班牙拉科鲁尼亚队。在西班牙，他用出色的表现帮助球队打破了一项又一项记录，并获得联赛第三名。
1997年8月，他以2670万美元的身价从拉科鲁尼亚队转会至西甲劲旅巴塞罗那队，签下6年的合同，违约金更是高达史无前例的9200万美元。
在巴塞罗那队效力的第一个赛季，里瓦尔多攻入19粒进球，荣获当年西班牙联赛最佳外援的称号。1998年，与队友一起使巴塞罗那队夺得西班牙联赛和西班牙国王杯比赛的双料冠军。1998～1999赛季巴塞罗那队蝉联冠军，里瓦尔多列射手榜第二。1999年，与队友一起使巴塞罗那队蝉联联赛冠军。以10个入球成为1999-2000赛季欧洲冠军联赛最佳射手。99年憑著出色的表現,李華度獲得眾多獎項。1999年12月19日，获得由《法国足球》评选出的99年欧洲足球先生的称号。1999.12.22，获由古巴拉美社评选出的1999年拉美十佳运动员称号。1999，被英国《世界足球》杂志评为99年世界最佳足球运动员。2000.1.24，被国际足联评选为1999年世界足球先生。2000年7月，巴塞罗那俱乐部将他的年薪提高到600万美元（税后），成为世界上收入最高的足球运动员。
及後里瓦尔多跟會方發生拗撬，結果2002年6月巴塞罗那决定与里瓦尔多提早一年解约。里瓦尔多隨即加盟意甲球會AC米兰。不過他並沒有取得主力位置，結果辗转回到巴西效力高士路（11场入2球）。2004年，他加盟希腊劲旅奥林匹亚克斯，随后三年内帮助球队取得三连冠。2007年5月，奥林匹亚克斯试图降低薪水与里瓦尔多续约，但是被拒绝。随后他自由转会至上届联赛亚军AEK雅典，被称之为AEK历史上最重要的一次引进。
之后的2009年里瓦尔多去到中亚乌兹别克斯坦加盟賓約哥，并且获得了乌兹别克联赛的三连冠。
2011年1月23日，巴西豪门圣保罗俱乐部在官方网站上宣布，他们已经成功签下前世界足球先生和欧洲金球奖得主里瓦尔多，里瓦尔多将以租借的身份在球队效力至2011年12月31日。
2012年里瓦尔多加盟了非洲安哥拉的Kabuscorp。
2013年1月，里瓦尔多加盟了巴西的聖卡埃塔諾合約直至2013年十二月。
2013年12月，里瓦尔多加盟了巴西的莫奇米林他也是這間球會的老闆，他的兒子李華甸奴（英語：rivaldinho）也在此球會踢球。
2014年3月15日，里瓦尔多在自己的Instagram上宣布了退休事宜。
2015年6月23日，43岁高龄的里瓦尔多在自己的Instagram上宣布重返绿茵场，他将代表莫日米林队征战巴西乙级联赛。
2015年7月14日，莫日米林主场3比1战胜马卡埃。里瓦尔迪尼奥在第2和第41分钟梅开二度，里瓦尔多在第17分钟罚进点球，父子两人在同一场比赛中包办了本队的所有进球。
2015年8月，再次宣布退役，退役之后，里瓦尔多将继续出任莫日米林主席。

## 国家队生涯
1993年12月，首次代表巴西国家队出场，并攻入1球。他身披巴西国家队战袍的第一场比赛是在科隆与德国的友谊赛。
96年代表巴西国奥队参加了亚特兰大奥运会，并取得第3名。1996年李華度遇到了他事业上的一次挫折：作为巴西国奥队的一员参加了1996年亚特兰大奥运会，在半决赛中负于"非洲雄鹰"尼日利亚队，与冠军无缘。
1998年的世界杯，尽管在决赛中巴西队完败于法国，但是李華度的表现仍然得到了足球界的肯定。他攻入了三球，更为重要的是，他在巴西队左路策动的进攻成为了朗拿度不断进球的动力。在与荷兰队的半决赛中，李華度左脚精准的斜传从罗纳德·德波尔身边划过，把球送到了中路插上的罗纳尔多脚下，帮助罗纳尔多率先得分。这是李華度在98年世界杯中最为令人回味的镜头之一，同样令人难忘的还有八强赛中他与巨人舒米高的单挑，当李華度带球急进在距离球门30米处左脚怒射出一记“割草机”般的低平球时，目送皮球飞入死角的丹麦门神知道，自己的世界杯结束了。
1999年7月，与队友一起使巴西队夺得美洲國家盃的冠军。1999年美洲杯赛，李華度更是大放异彩，征服了全世界的球迷。
2002年的世界杯，背负着剛在巴塞隆拿状态下滑和低迷的赛季，李華度来到了韩国。这届比赛，里瓦尔多仍舊穿上巴西队的10号球衣。他和朗拿度、朗拿甸奴组成的新3R组合大放異彩,展现了无坚不摧的实力。决赛前的六场比赛里，除了半决赛对土耳其以外，里瓦尔多每场比赛都取得了进球。决赛中，缺少了波歷克的德国队布下了铁桶阵，正是里瓦尔多，下半时在禁区弧顶处的一脚半转身低平球射门，让此前已经被评为本届世界杯最佳门将的簡尼扑球脱手，朗拿度拍马赶到补射入网，打开了巴西队的胜利之门。最終巴西奪得世界盃冠軍。
李華度雖然帶領巴西隊勇夺2002年世界杯冠军，但在分組賽迎戰土耳其時發生了一個不光彩的事件。事緣巴西隊正準備開角球，當時土耳其守衛哈坎·云萨尔把球踢給正在角球旗的里瓦爾多。球踢中他的大腿，但李華度突然浮誇地掩面倒地，此後哈根安素亦被球證直接紅牌趕出場。事後國際足協雖然沒有收回哈根安素的紅牌，但李華度卻因此被國際足協罰款。

## 技术特点
擅长左脚运球控球，右腳幾乎不會接觸皮球, 身体素质出色, 雖然有評論指他踢球時的動作身體左右極不平衡。他的中场组织能力和得分能力都很出色，在巴西队和巴塞罗那队都稳居进攻核心的位置, 雖然在巴西隊及巴塞早期他更多出現在進攻左路。里瓦尔多的左腳技术几乎是完美的，有主宰比赛的能力。他最擅於帶球突破, 及中長距離射門, 他曾經上演過一記精彩絕倫的倒掛金鉤破門，這球同時也成為了他的經典代表作。但他有时也令教练感到头痛，因为他有时在场上太“独”，不能执行教练的战术安排。

## 荣誉
- 帕梅拉斯
  - 1994年 巴西甲级足球联赛 冠军
  - 1994年 Paulista地區足球聯賽 冠军
  - 1996年 Paulista地區足球聯賽 冠军
  - 1996年 歐美盃 冠军
- - 1997年 歐洲超級盃 冠军
  - 1997-98年 西班牙甲级足球联赛 冠军
  - 1998年 西班牙國王盃 冠军
  - 1998-99年 西班牙甲级足球联赛 冠军
- AC米兰
  - 2002-03年  冠军
  - 2003年  冠军
  - 2003年 歐洲超級盃 冠军
- 奥林匹亚克斯
  - 2005年 希腊超级足球联赛 冠军
  - 2005年 希臘盃 冠军
  - 2006年 希腊超级足球联赛 冠军
  - 2006年 希臘盃 冠军
  - 2007年 希腊超级足球联赛 冠军

- 巴西国家足球队
  - 1997年  冠军
  - 1999年 美洲國家盃 冠军
  - 2002年 世界杯 冠军
  - 1996年 亞特蘭大奧運會 銅牌
  - 1998年 世界杯 亚军

## 外部連結
- Rivaldo site (french) （页面存档备份，存于）
- www.rivaldo10.com - 官方网页 （页面存档备份，存于）
- Fanseite（英语）
- Fanseite（葡萄牙语）